# Bassam Tibi

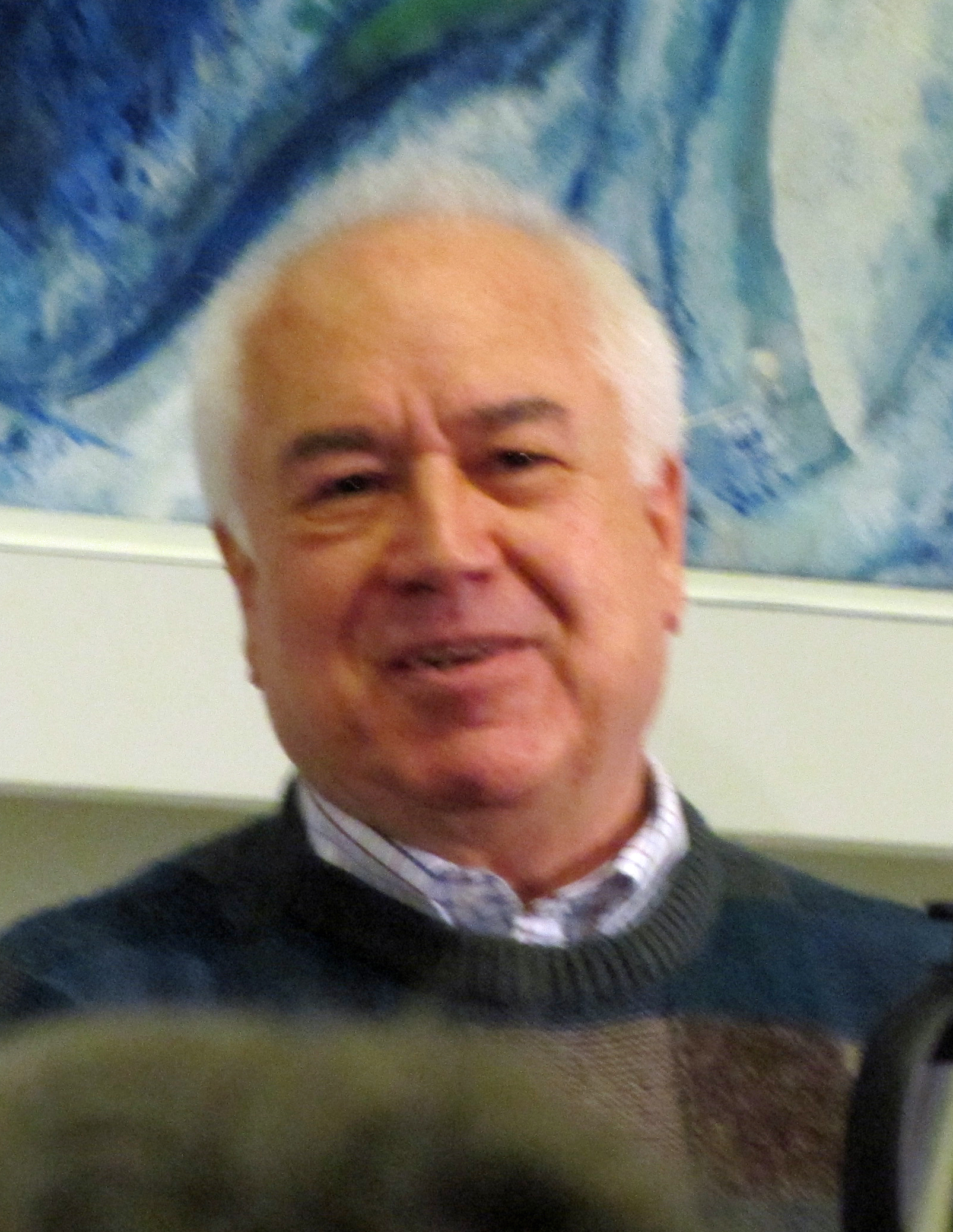
Bassam Tibi, im Dezember 2016 bei den 44. Römerberggesprächen im Chagall-Saal in Frankfurt am Main

Bassam Tibi (arabisch بسام طيبي, DMG Bassām Ṭībī; * 4. April 1944 in Damaskus) ist ein syrisch-deutscher Sozialwissenschaftler und Politikwissenschaftler. Von 1973 bis 2009 war er Professor für Internationale Beziehungen an der Georg-August-Universität Göttingen, hatte zahlreiche Lehr- und Forschungsaufenthalte an ausländischen Hochschulen und wurde über Buchveröffentlichungen und Medienauftritte vor allem in Deutschland auch einem breiten Publikum als Experte für die Arabische Welt und den Politischen Islam bekannt.

## Leben und Werk
Bassam Tibi, Sohn des Bauunternehmers Taisier Tibi und dessen Frau Nahida Khayat, stammt aus einer Gelehrten-Familie (Banu al-Tibi) in Damaskus und ist sunnitischer Muslim. Zu seinen Vorfahren gehören Sadik Tibi (ein General in der Osmanischen Armee), Selim Tibi (Stadt-Erbrechtler von Damaskus) und Ali Tibi (Ober-Kadie von Damaskus) sowie Wafiq Tibi (Doyen der Presse von Beirut). Als Kind lernte Bassam Tibi bis zu seinem sechsten Lebensjahr den Koran auswendig zu rezitieren, womit er sich das Prädikat Hāfiz erwarb. 1962 kam er nach Deutschland und studierte ab 1965 Philosophie und Sozialwissenschaft – unter anderem bei Max Horkheimer und Theodor W. Adorno – sowie Geschichte an der Universität Frankfurt am Main, wo er 1971 mit seiner Dissertation Nationalismus in der Dritten Welt am arabischen Beispiel zum Doktor der Philosophie promoviert wurde. Sein Doktorvater war Iring Fetscher. 1973 wurde er als Wissenschaftlicher Assistent Dozent an der Universität Frankfurt. Zudem hatte er eine Gastprofessur an der Universität Heidelberg.
Noch im Jahr 1973 wurde er ohne Habilitation zum Professor für Internationale Politik an die Universität Göttingen berufen. Tibi habilitierte sich 1981 an der Universität Hamburg. Neben seiner Professur in Göttingen war er Gutachter der VW-Stiftung, Fall Term Visiting Scholar an der University of Michigan/Ann Arbor und Georgetown University Washington sowie Spring Term Visiting Scholar und Research Associate an der Harvard-Universität (1982–1993) und dort auch Bosch Visiting Professor von 1998 bis 2000. Tibi gehört zahlreichen Fachverbänden an. Im akademischen Jahr 2003/2004 war er Gastprofessor für Islamologie an der Universität St. Gallen und im Herbst 2003 Gastprofessor an der Islamischen Universität Jakarta in Indonesien (Islamic State University of Jakarta). Seit 2004 hat er den A.D.-White-Lehrstuhl an der Cornell University, zuvor wirkte er als Erma O’Brien Distinguished Professor am European Union Center des Scripps College im kalifornischen Claremont und gab 2006–2009 jährlich einen Kurs für Islamologie an der Diplomatischen Akademie Wien.
Von 1986 bis 1988 hatte er mehrmals Gastprofessuren des Deutschen Akademischen Austausch-Diensts (DAAD) in Asien und Afrika inne, unter anderem in Khartum im Sudan sowie in Yaoundé in Kamerun. Er hatte eine Harvard-Fellowship und weitere in Princeton und Ann Arbor (Michigan). Von 1989 bis 1993 war er Mitglied des Fundamentalismusprojekts der American Academy of Arts and Sciences. 1994 war Tibi Gastprofessor an der University of California in Berkeley und 1995 und 1998 an der Bilkent-Universität in Ankara, zudem A.D.-White-Professor der Cornell University in Ithaca, New York bis 2010 und im akademischen Jahr 2008/09 Senior Research Fellow an der Yale University, USA.
Tibi schloss seine akademische US-Karriere von 2007 bis 2010 als Senior Resnick Fellow for the Study of Antisemitism am Center for Advanced Holocaust Studies in Washington D.C. ab, wo er sein Buch Islamism and Islam schrieb unter anderem zur Islamisierung des Antisemitismus.
Er war Gründungsmitglied der Arabischen Organisation für Menschenrechte und beteiligte sich am „Cordoba-Trialog“ für den jüdisch-islamisch-christlichen Austausch. Er ist ein Kritiker des Islamismus und des traditionellen Islam und verlangt religiöse Reformen und Akzeptanz einer Synthese von europäischen Werten und Islam (Euro-Islam). Im Jahr 2010 war Tibi Gründungsmitglied des Verbandes Demokratisch-Europäischer Muslime VDEM in Aachen.
Als seine wissenschaftliche Hauptleistung gilt die Grundlegung der historisch sozialwissenschaftlichen Islamologie seit 1980. Tibi selbst erläutert diese Hauptleistung in seinem Buch Islamische Geschichte und deutsche Islamwissenschaft. Islamologie und die Orientalismus-Debatte. Hierin erklärt er die Unterschiede zwischen der kulturwissenschaftlich-philologisch orientierten Islamwissenschaft und der sozialwissenschaftlich ausgerichteten Islamologie. Zum besseren Verständnis der Realitäten in der islamischen Welt fordert Tibi einen Paradigmenwechsel in den westlichen Islamstudien.
Tibi lebt im Stadtteil Geismar in Göttingen und ist seit 1976 in zweiter Ehe mit Ursula Tibi, geborene Helwig, verheiratet. Aus erster Ehe (1969–1975) hat er einen Sohn, Fabian Fuad Tibi. Tibi ist seit 1976 deutscher Staatsbürger. Von 2004 bis 2011 lebte und forschte er in den USA. In Deutschland meldete er sich im Jahr 2016 publizistisch zurück mit einem großen Interview in der Welt, einer überarbeiteten Neuauflage seines Werkes Europa ohne Identität sowie mit regelmäßigen Gastbeiträgen in der Basler Zeitung. Diese wurden teilweise auch von der Basler Zeitung an den Blog Achse des Guten lizenziert; Tibi selbst hat allerdings nie für die Achse des Guten geschrieben. Seine Beiträge für die Basler Zeitung veröffentlichte er 2018 gesammelt in Buchform, 2019 erweitert und ergänzt, jeweils unter dem Titel Basler Unbequeme Gedanken. Seit November 2017 ist Tibi regelmäßiger Gastautor der Neuen Zürcher Zeitung (NZZ).
Tibis Arbeit über Islam und Weltpolitik erlangt durch die weltpolitische Lage in Afghanistan eine besondere Aktualität. In der Neuausgabe seines Buches Die fundamentalistische Herausforderung. Der Islam und die Weltpolitik, insbesondere im vierten Kapitel „Der ethnische Zerfall von islamischen Nationalstaaten“, wird exemplarisch veranschaulicht, dass die Geschehnisse im August 2021 in Afghanistan kein Einzelfall sind. Der Zusammenbruch der politischen Ordnung und die Wiedereroberung der Macht durch die Taliban sind nur ein Beispiel für die „fundamentalistische Herausforderung“ des politischen Islam, die im zitierten Tibi-Buch analysiert wird. Diese Analyse von Tibi gilt als „Klassiker der Sozialwissenschaften“, nachzulesen im gleichnamigen Buch von Samuel Salzborn.
Tibis Buch „Von Damaskus in die Deutsche Ghurba“ enthält authentische Details über sein Leben und Werk. Im sechsten Kapitel über sein Leben in Frankfurt 1962 bis 1973 erzählt Tibi, wie sich seine Weltsicht als muslimischer Syrer unter dem Einfluss der kritischen Theorie der Frankfurter Schule „vom Glauben zum kritischen Denken“ wandelte. Im dritten Teil des zitierten Buches berichtet Tibi von der nicht gelungenen Integration im deutschen Wissenschaftsbetrieb. Seine Konsequenz daraus ist schon der Überschrift des dritten Teils „Nichts wie weg von Deutschland“ zu entnehmen. Im vierten Teil seiner Autobiografie unter der Überschrift „Die globale Suche nach Anerkennung“ berichtet Tibi in drei Kapiteln, wie er die in Deutschland fehlende Anerkennung an US-Elite-Universitäten und in der Welt des Islam bekommen hat. Doch endet Tibis zitiertes Buch mit dem Anhang „Abschied und Versöhnung“. In dem Geleitwort zu Tibis Autobiografie schreibt der Publizist und Historiker Michael Wolffsohn, Deutsche „sollten in diesem Buch besonders auf Tibis Integrationserfahrungen achten“.
Anlässlich seines 80. Geburtstags wurde Bassam Tibis Wirken bewertet: Die Welt vom 4. April 2024 schreibt „Tibi denkt nicht politisch korrekt [...]. Er denkt, er denkt vor, und er denkt nach“. Aus diesem Grund werde er, so Die Welt weiter, „gemieden, boykottiert und isoliert“. Die Jüdische Allgemeine zitiert Tibis Kritik an der „verfehlten Migrationspolitik“ so wie sein Urteil „Deutschland ist eine neurotische Nation“. Dennoch habe Tibi „die Migrationsdebatte stark mitgeprägt“. Die FAZ befindet: „Die Politik wäre besser beraten, Tibis klugem Rat zu folgen.“ Mit diesem Rat wende sich Tibi gegen den Zeitgeist und deswegen habe sein Denken ihm „viel Feindschaft eingetragen. Diese Freiheit wird ihm auch an seinem 80. Geburtstag bleiben.“ Die Schweizer NZZ urteilt: „Es gibt nur wenige Denker wie Bassam Tibi, [...] ein Freigeist, der unbeirrbar seinen Idealen folgt und sich dabei treu bleibt.“

## Positionen
Im Rahmen seines umfänglichen publizistischen Schaffens hat Tibi mehrere Begriffe geprägt oder mitgeprägt, darunter Leitkultur, Parallelgesellschaft, Euro-Islam und „Scharia-Islam“. In seiner Theorie vom Traum von der halben Moderne, einer kritischen Auseinandersetzung mit den Entwicklungstendenzen der islamischen Zivilisation, unterscheidet er zwei Aspekte: Zum einen die institutionelle Moderne, welche Wissenschaft und Technik sowie die traditionellen Lebensbereiche besetze, und zum anderen die kulturelle Moderne, die für freiheitliche Grundwerte, Menschenrechte, Demokratisierung und Chancengleichheit stehe. Die halbe Moderne sei demnach eine partielle Modernisierung durch Übernahme der Instrumente insbesondere auf den Gebieten Wissenschaft und Technologie bei gleichzeitiger Ablehnung der kulturellen Moderne, d. h. der Werte und Weltsicht der modernen Welt.
In seinem Buch Die fundamentalistische Herausforderung – Der Islam und die Weltpolitik aus dem Jahr 1992 sieht er den islamischen Fundamentalismus nicht als religiöse Richtung, sondern als Ideologie, die aus der Konfrontation des Islam und der nach seiner Ansicht rückständigen islamischen Welt mit der Moderne entstanden sei. In seinen zentralen Büchern zeigt Tibi anhand von Feldforschung in 22 islamischen Ländern, dass der Islamismus zwar politisch ist, dennoch aber sehr viel mit Religion zu tun hat. Denn im politischen Islam würden alle gesellschaftlichen Probleme religionisiert. Den Begriff der Religionisierung hat Tibi in seiner Forschung geprägt. Der Islamismus als primär sunnitisch-arabische Bewegung ist seiner Ansicht nach als Antwort auf die in der muslimischen Welt nicht bewältigte Globalisierung entstanden. Dem Fundamentalismus gehe es dabei um die Zerstörung von Nationalstaaten und die Errichtung einer islamischen Weltordnung inklusive Scharia.
Angesichts ausgreifender islamistischer Strömungen forderte Tibi 1998 in seinem Buch Europa ohne Identität eine „europäische Leitkultur“ und führte diesen Begriff im Rahmen der Diskussion über die Integration von Migranten in Deutschland gegen einen wertebeliebigen Multikulturalismus ins Feld, auch um der fortschreitenden Ausbildung von Parallelgesellschaften entgegenzuwirken. In diesen Zusammenhang gehört auch seine Forderung, die in die europäischen Staaten eingewanderten Muslime müssten die jeweiligen Rechts- und Verfassungsordnungen ihrer Aufnahmeländer respektieren. Tibi entwirft hierfür die Vision eines Euro-Islam. Vom Konzept einer „deutschen Leitkultur“ distanzierte er sich jedoch („Ich habe immer betont, dass es gefährlich ist, von einer deutschen Leitkultur zu sprechen“). In dem Essay Warum Euro-Islam? Und was hat dies mit Leitkultur zu tun?, enthalten in der 2020er Ausgabe seines Buches Euro-Islam statt Islamismus, verbindet er beide Konzepte und steht zu beiden als Integrationskonzept für islamische Zuwanderer. Der Essay enthält einen extra Abschnitt Nein, ich kapituliere nicht, worin er den unterstellten Abschied von seiner Vision eines europäischen Islam zurückweist.
Durch Gastprofessuren in Ankara und Gastvorlesungen an den führenden Universitäten in Istanbul und Izmir zwischen 1995 und 2005 kennt Tibi die Türkei sehr gut und befürwortete zunächst ihre Aufnahme in die Europäische Union. Dies gelte allerdings nicht für eine vom Islamismus – insbesondere in Gestalt der islamistischen Partei AKP – dominierte Türkei, wie sie sich ab 2002 bis heute zeigt. Die massiven und andauernden Menschenrechtsverletzungen und die Machtdemonstration der AKP von Oktober 2021 gegen zehn westliche Staaten, die dies beanstanden, veranschaulichen die Aktualität der Vorbehalte von Tibi. In seinem 2005 erschienenen und 2007 erweiterten Werk Mit dem Kopftuch nach Europa? formulierte Tibi deutliche Bedenken gegenüber einem EU-Beitritt der Türkei, die er unter der damaligen AKP-Führung nicht auf dem Weg in die europäische Wertegemeinschaft sah. Die AKP, Partei des damaligen Ministerpräsidenten Recep Tayyip Erdoğan und seit November 2002 mit einer absoluten Mehrheit im türkischen Parlament, werde von ihren führenden Repräsentanten zwar als islamisch-konservativ dargestellt, verfolge aber in Wirklichkeit islamistische Ziele. Ein Beleg dafür sei die zunehmende Uniformierung der Frauen mit dem Kopftuch, das nicht mehr vorrangig überkommenes Volksbrauchtum ausdrücke, sondern immer mehr als islamistisches Zugehörigkeitsbekenntnis propagiert und eingefordert werde. Außerdem fördere Erdoğans Regierung İmam-Hatip-Schulen als Konkurrenz zu den kemalistisch-laizistischen staatlichen Schulen. Beide Ansätze würden auch in die türkischen Migrantengemeinden insbesondere in Deutschland exportiert und förderten dort die Ausbildung islamistisch geprägter Parallelgesellschaften, die die Scharia (Gottesgesetz) über das jeweilige staatliche Recht stellten. Mit einem Beitritt der Türkei in die EU unter den gegenwärtigen Voraussetzungen verbinde sich daher die Gefahr eines Marsches verkappter Islamisten durch die europäischen Institutionen. Diesem Islamismus hätten die Altmitglieder wegen ihrer multikulturellen Ausrichtung und des zu weit gefassten Toleranzbegriffs wenig entgegenzusetzen. Allerdings lehnt Tibi eine künftige EU-Mitgliedschaft der Türkei nicht rundweg ab. Sein Prüfkriterium ist die vollständige Integration und Akzeptanz türkischer Migranten in Deutschland.
Tibis Werk in deutscher Sprache umfasst 30 Bücher, die im Zeitraum von 1969 bis 2009 entstanden sind. Seine Hauptwerke sind eine umfassende Ideengeschichte des Islam, 1996 erschienen unter dem Titel Der wahre Imam. Der Islam von Mohammed bis zur Gegenwart sowie eine Zivilisationsgeschichte des Islam, 1999 erschienen unter dem Titel Kreuzzug und Djihad. Beide Werke erschienen in mehreren Auflagen.
Nach den Ereignissen im Jahr 2015 kritisierte Tibi die deutsche Flüchtlingspolitik als konzeptlos. Er plädierte dafür, dass Deutschland sich von einem Zuwanderungsland zu einem Einwanderungsland entwickelt. Dabei sprach er sich nicht grundsätzlich dagegen aus, dass Deutschland viele Flüchtlinge aufnimmt, sondern kritisierte, dass es ihnen „außer Unterbringung, Alimentierung und Sprachkursen nichts anzubieten“ habe. Zudem warnt er vor zugewandertem Antisemitismus. Diese Warnung vor dem neuen Antisemitismus war auch zentrales Thema seiner Rede, die er anlässlich des Gedenktags gegen Gewalt und Rassismus im Gedenken an die Opfer des Nationalsozialismus am 3. Mai 2019 vor dem österreichischen Parlament hielt.

## Veröffentlichungen (Auswahl)
- Zum Nationalismus in der Dritten Welt am arabischen Beispiel. Europäische Verlagsanstalt, Frankfurt am Main 1971, ISBN 3-434-40025-7 (Zugleich Dissertation an der Universität Frankfurt am Main).
- Militär und Sozialismus in der Dritten Welt. Allgemeine Theorien und Regionalstudien über arabische Länder. Suhrkamp, Frankfurt am Main 1973, ISBN 3-518-10631-7 (Zugleich Habilitationsschrift an der Universität Hamburg).
- Die fundamentalistische Herausforderung. Der Islam und die Weltpolitik. C. H. Beck, München 1992, ISBN 3-406-34076-8.
- Europa ohne Identität? Die Krise der multikulturellen Gesellschaft. Bertelsmann, München 1998, ISBN 3-570-00169-5.
- Mit dem Kopftuch nach Europa? Die Türkei auf dem Weg in die Europäische Union. Primus, Darmstadt 2005, ISBN 978-3-89678-614-2.
- Islamism and Islam. Yale University Press, London 2012, ISBN 978-0-300-15998-1.
- Islamische Geschichte und deutsche Islamwissenschaft: Islamologie und die Orientalismus-Debatte. ibidem-Verlag, Stuttgart 2017, ISBN 978-3-8382-1053-7. Geleitwort von Benedict Neff.
- Euro-Islam statt Islamismus: Ein Integrationskonzept. ibidem-Verlag, Stuttgart 2020, ISBN 978-3-8382-1403-0.

## Ehrungen und Auszeichnungen
- Bundesverdienstkreuz erster Klasse (1995), verliehen von Bundespräsident Roman Herzog für Tibis Leistung zum besseren Verständnis des Islam in Deutschland[25]
- Jahrespreis der Stiftung für Abendländische Besinnung (2003, gemeinsam mit Michael Wolffsohn)
- Auszeichnung „Vordenker 2019“,[26] verliehen vom Vordenker-Forum, das von der Firma Plansecur in Zusammenarbeit mit der Frankfurter Allgemeinen Zeitung und der Goethe-Universität Frankfurt am Main getragen wird.[27]
- Verleihung des Österreichischen Ehrenkreuzes für Wissenschaft und Kunst 1. Klasse durch Nationalratspräsident Wolfgang Sobotka im September 2020 in Berlin.[28]
- Die Juristische Fakultät der Universität Leiden ehrte Bassam Tibi am 21. Februar 2019 anlässlich des Erscheinens der niederländischen Übersetzung seines Werks Islamism and Islam (Original: Yale University Press) mit einem Symposium.[29][30][31] Tibis am Ende des Symposiums gehaltene Rede Leidener unbequeme Gedanken ist als Anhang zu der 2019-Ausgabe seines Buches Basler unbequeme Gedanken veröffentlicht worden.[32]